# Verhoogd vijfhoekig prisma
Een verhoogd vijfhoekig prisma is in de meetkunde het johnsonlichaam J52. Deze ruimtelijke figuur kan worden geconstrueerd door een vierkante piramide J1 met zijn grondvlak op een van de vierkante zijvlakken van een pentagonaal prisma te plaatsen. Een dubbelverhoogd vijfhoekig prisma  J53 wordt geconstrueerd door twee vierkante piramides met hun grondvlak tegen twee vierkante zijvlakken van een vijfhoekig prisma te plaatsen, die niet aanliggend zijn.
De 92 johnsonlichamen werden in 1966 door Norman Johnson benoemd en beschreven.
- (en)  MathWorld. Augmented Pentagonal Prism.